# Џорџ Лоренс Прајс
Џорџ Лоренс Прајс (енгл. George Lawrence Price; 15. децембар 1892 — 11. новембар 1918) је био канадски војник. За њега се сматра да је последњи убијени војник Британске империје у Првом светском рату.

## Детињство и младост
Рођен је у Фалмоту, Нова Шкотска и одрастао је у месту које се данас зове Порт Вилијамс. У тренутку регрутације 1917. живео је у Мус Џоу. Служио је у „А“ чети 28-ог батаљона канадских експедиционих снага.

## Погибија
Дана 11. новембра 1918. Редов Прајс је био део похода за заузимање села Аври. Током преласка Средишњег валонског канала и уласка у село Виле Сурен Прајс и његова патрола трпели су константну рафалну паљбу од стране Немаца. Прајс и његова патрола су кренули ка низу кућа са намером да пронађу митраљез који је на њих пуцао. Ушли су у кућу за којој су мислили да се Немци налазе и увидели да су изашли на задња врата. Продужилу су у следећу кућу која је била празна. Прајс је супротно саветима својих сабораца изашао на улицу и смртно рањен од стране немачког снајперисте, погођен је у пределу срца, страдао је у 10 часова и 58 минута 11. новембра 1918. само два минута пре ступања на снагу примија.

## Спомен
Дана 11. новембра 1968. на педесетогодишњицу Прајсове смрти преживели саборци из његове чете су поставили спомен плочу на кућу близу места на којем је страдао. Посвета је написана на енглеском и француском и гласи:
У спомен на Редова Џорџа Лоренса Прајса припадника 28-ог Северозападног батаљона, Шесте канадске пешадијске бригаде. Друге канадске дивизије, погинулог близу овог места у 10 часова и 58 минута 11. новембра 1918. Последњи канадски војник који је погинуо на западном фронту у Првом светском рату. Спомену плочу подигли његови саборци 11. новембра 1968.
У међувремену кућа је срушена а спомен плоча је премештена на камени споменик близу места где је првобитно постављена.